# Schronisko PTTK na Polanie Chochołowskiej

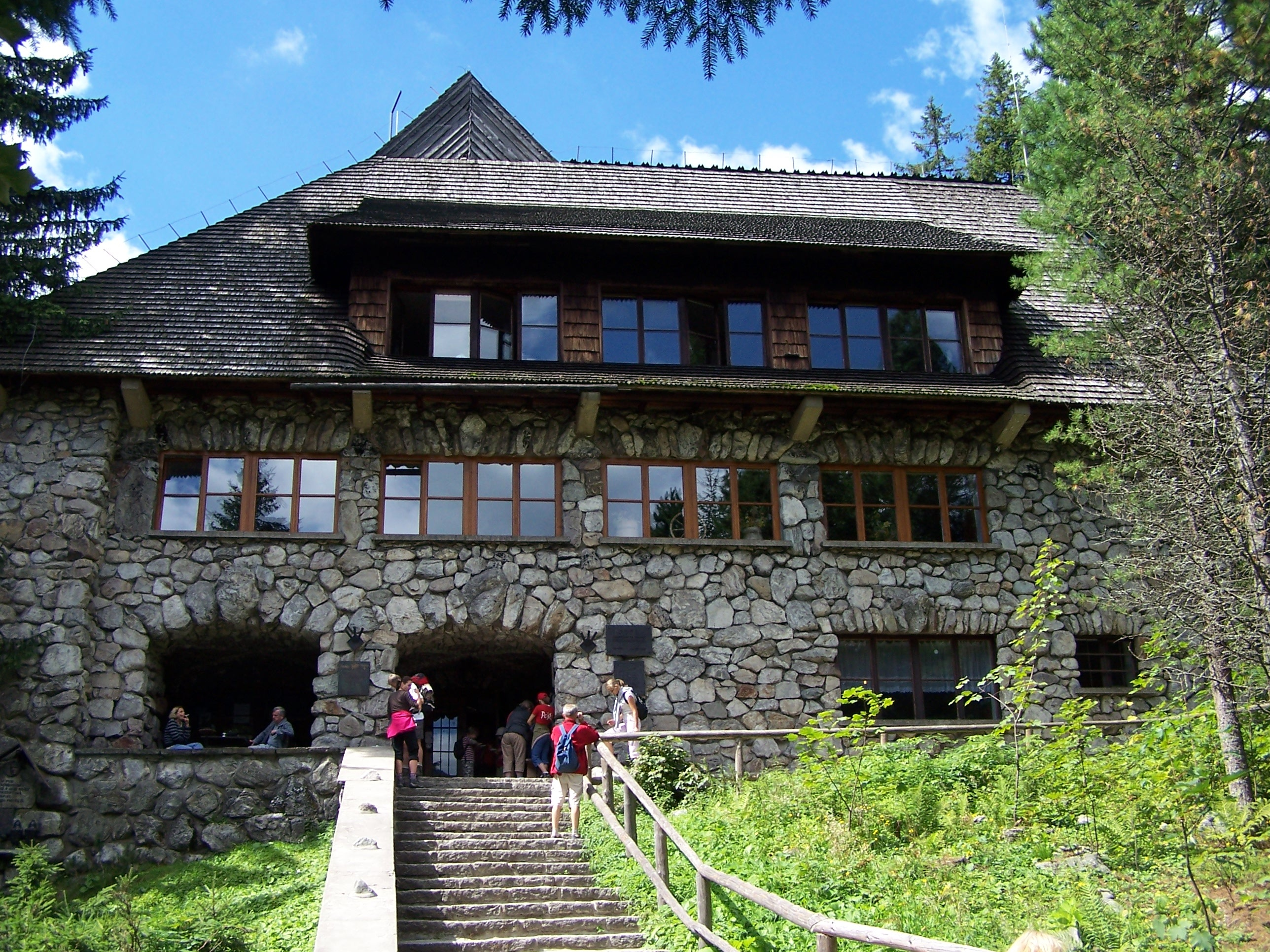
Schronisko od frontowej strony

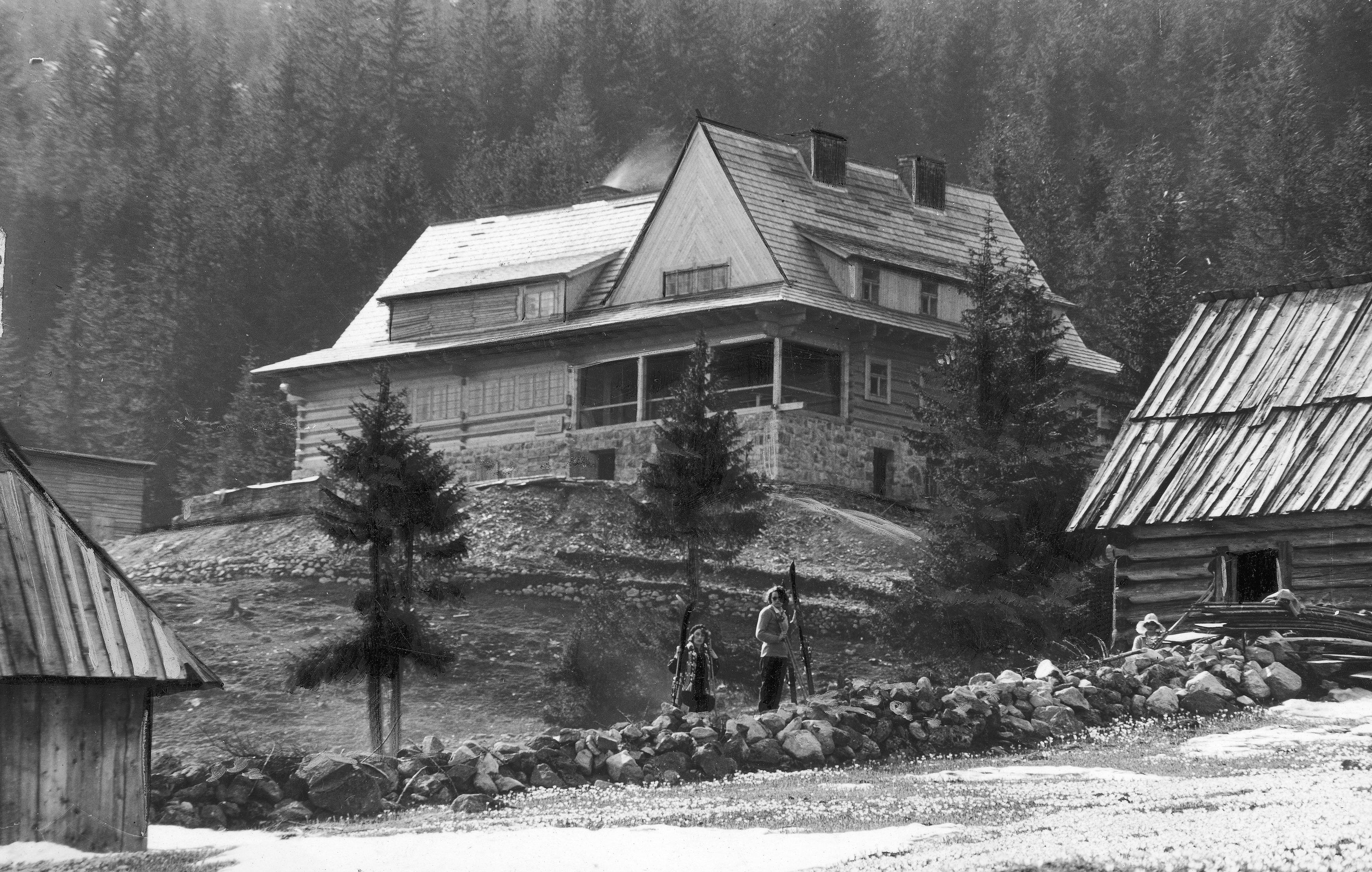
Pierwsze schronisko z lat 1932–1945

Schronisko PTTK na Polanie Chochołowskiej – schronisko turystyczne położone na Polanie Chochołowskiej w Tatrach Zachodnich, nazywane w skrócie Schroniskiem Chochołowskim. Obiekt znajduje się na wysokości 1146 m n.p.m. i jest zarządzany przez PTTK. Jest główną bazą noclegową w rejonie Doliny Chochołowskiej.

## Opis schroniska
Jest to duży obiekt – z kubaturą 9543 m³ jest największym schroniskiem w Tatrach Polskich. Jest czynne przez cały rok. Turystom oferuje 121 miejsc noclegowych w pokojach 2-, 3-, 4-, 6-, 8- i 14-osobowych. Posiada także świetlicę, przechowalnię całoroczną nart, kuchnię turystyczną i suszarnię ubrań. Obok schroniska znajduje się dyżurka, w której okresowo dyżurują ratownicy TOPR. Z kuchni turystycznej można skorzystać nieodpłatnie, darmowy jest dostęp do wrzątku przez całą dobę. Stałe zasilanie elektryczne.
Administracyjnie schronisko znajduje się na terenie wsi Witów.

## Historia
Pierwsze schronisko wybudowane zostało przez Warszawski Klub Narciarski w latach 1930–1932. W styczniu 1945 r. spalone zostało przez Niemców. Obecny budynek został wybudowany w latach 1951–1953. Podczas swojej drugiej pielgrzymki do ojczyzny 23 czerwca 1983 r. przebywał w Dolinie Chochołowskiej papież Jan Paweł II. Pobyt ten został upamiętniony tablicą pamiątkową przy wejściu do schroniska, a także wytyczeniem szlaku papieskiego w Dolinie Jarząbczej. W schronisku znajduje się również rzeźba – podarunek dla papieża od Lecha Wałęsy.
Na potrzeby schroniska w 1958 r. uruchomiono na Chochołowskim Potoku niedużą elektrownię wodną. Wytwarza ona energię elektryczną również do ogrzewania schroniska. Obok schroniska zasadzono limby. Dla upamiętnienia akcji ratunkowej TOPR z 11–12 lutego 1945 r. (przetransportowanie rannych partyzantów ze Skrajnego Salatyna) wmurowano na ścianie schroniska tablicę pamiątkową. Pamiątkową tablicą na ścianie schroniska upamiętniono także próbę startu balonu „Gwiazda Polski” na Polanie Chochołowskiej w październiku 1938 r.

## Szlaki turystyczne
– zielony szlak, prowadzący przez całą długość Doliny Chochołowskiej z Siwej Polany przez polanę Huciska na Polanę Chochołowską, stąd dalej Doliną Chochołowską Wyżnią na grzbiet pomiędzy Rakoniem i Wołowcem w pobliżu przełęczy Zawracie.
- Czas przejścia z Siwej Polany do schroniska: 2:10 h, ↓ 1:45 h
- Czas przejścia ze schroniska na grzbiet między Rakoniem a Wołowcem: 2:15 h, ↓ 1:45 h

 – żółty szlak, prowadzący Bobrowieckim Żlebem na Grzesia. Czas przejścia: 1:30 h, ↓ 1 h
 – czerwony na Trzydniowiański Wierch przez Wyżnią Jarząbczą Polanę. Czas przejścia: 2:20 h, ↓ 1:55 h
 – oznaczony biało-żółto szlak papieski, biegnący razem ze szlakiem czerwonym przez Wyżnią Jarząbczą Polanę do Doliny Jarząbczej. Czas przejścia: 50 min, ↓ 45 min
 – czarny szlak łącznikowy przez polanę do kapliczki i schroniska PTTK

## Kontakt
skrytka pocztowa 195
34-500 Zakopane